# Italienische Eishockeynationalmannschaft
Die italienische Eishockeynationalmannschaft der Herren wird nach der Weltmeisterschaft 2025 in der IIHF-Weltrangliste auf Platz 18 geführt. Aktueller Nationaltrainer ist Jukka Jalonen.

## Olympische Winterspiele

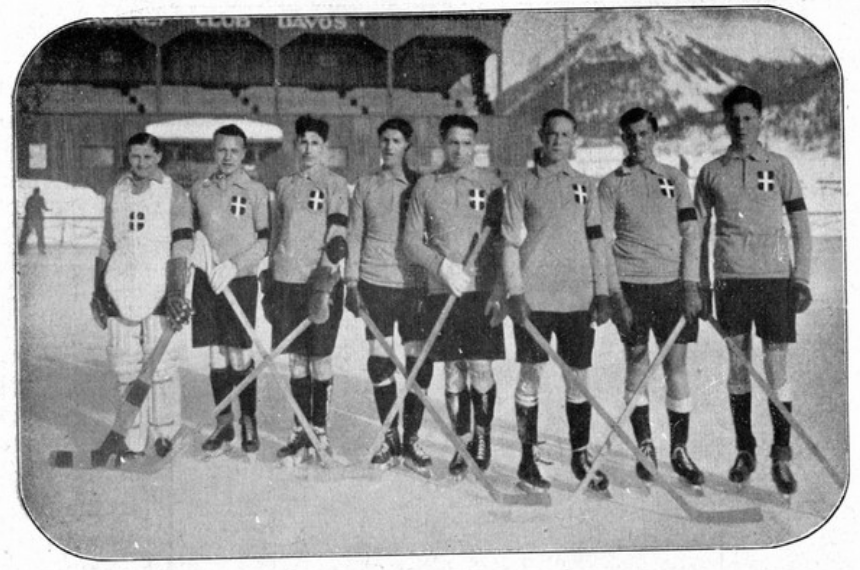
Italienische Mannschaft bei der Europameisterschaft 1926

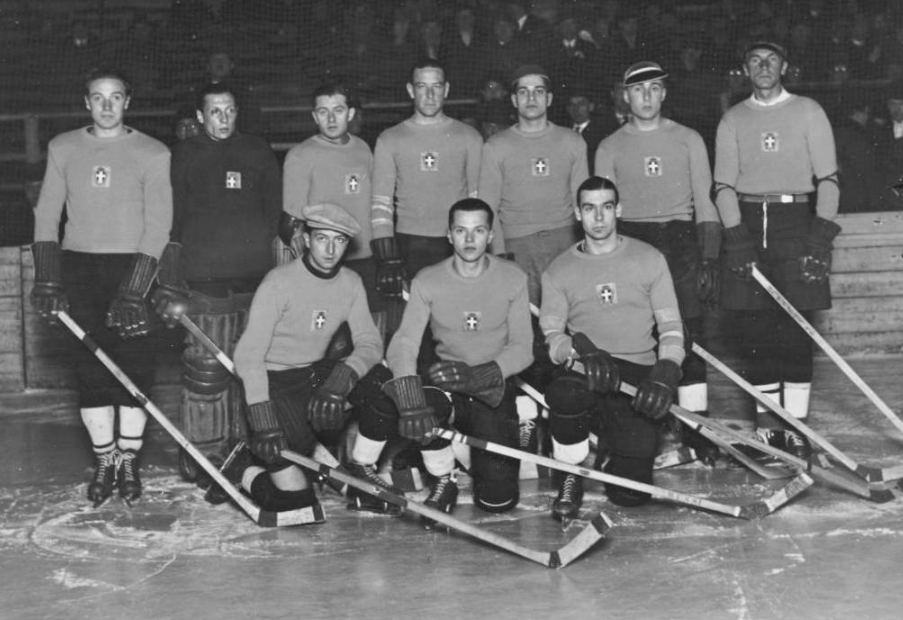
Italienischer Kader bei der Weltmeisterschaft 1933

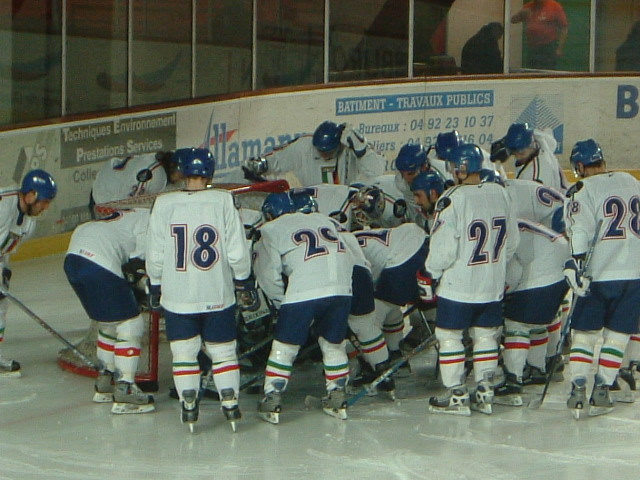
Die italienische Mannschaft bei der Euro Ice Hockey Challenge 2003

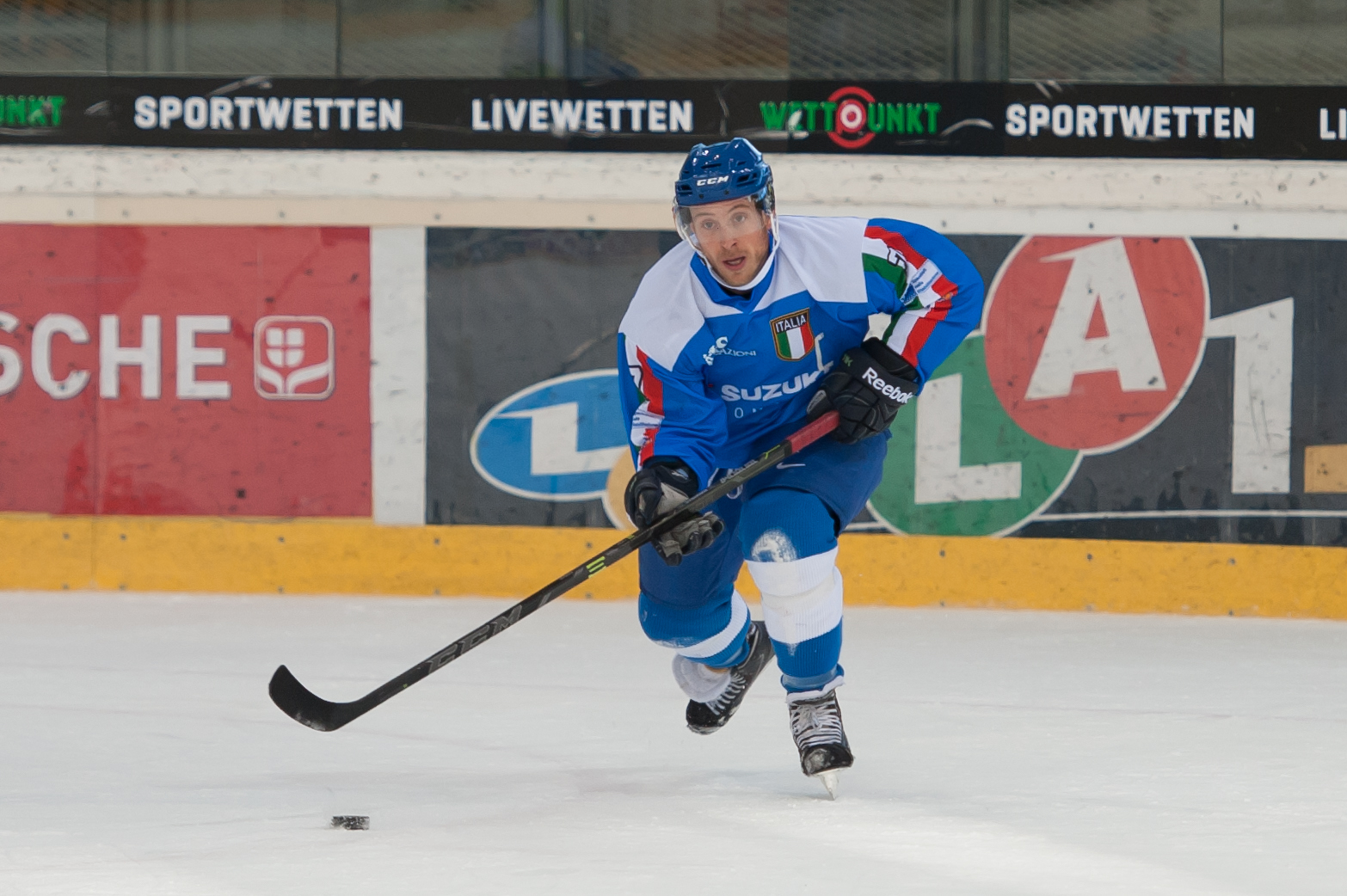
Christian Borgatello (2015)

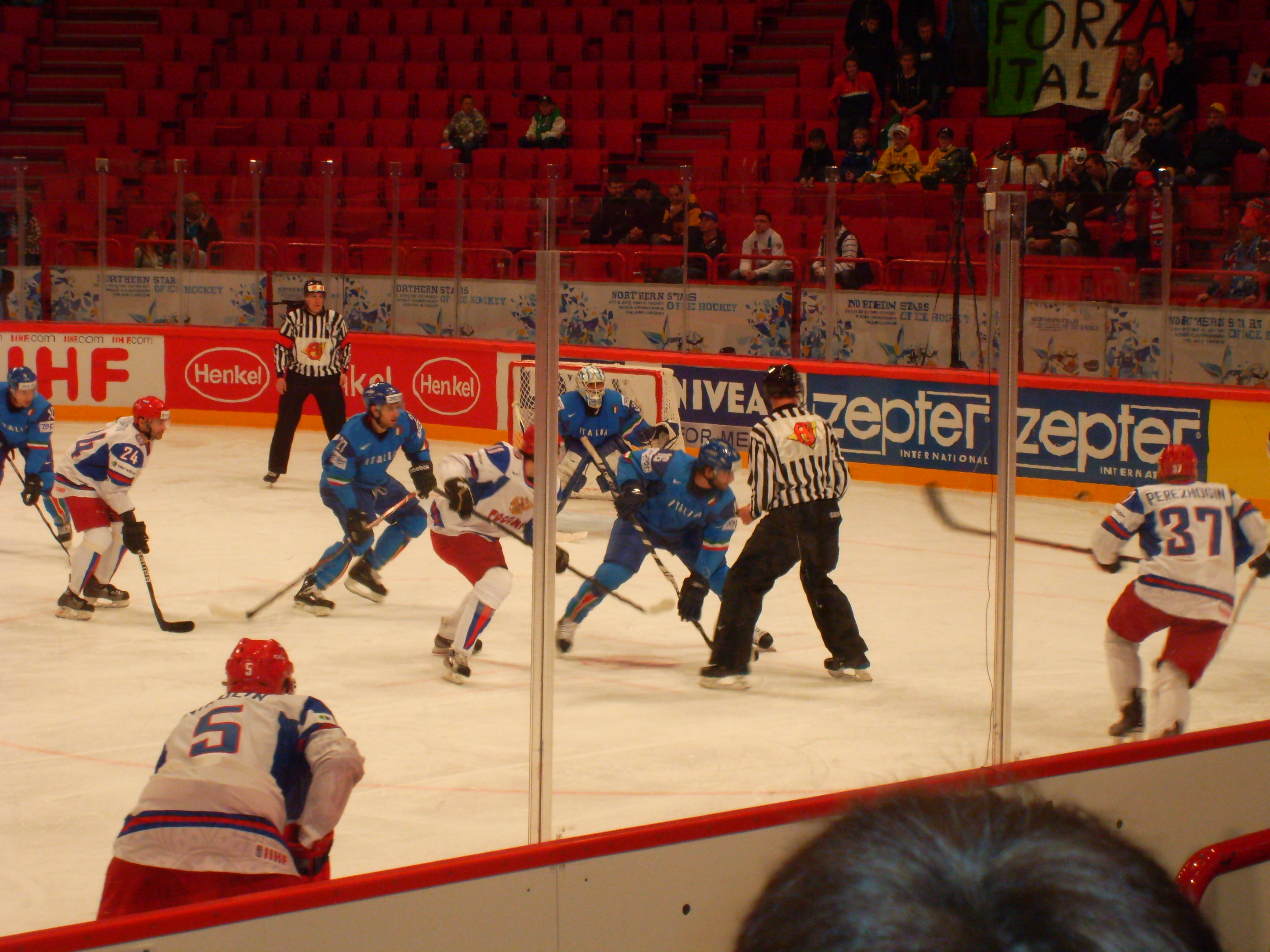
Spielszene zwischen Italien und Russland (WM 2012)

| Jahr | Cheftrainer      | Mannschaftskapitän | Platzierung |
| ---- | ---------------- | ------------------ | ----------- |
| 1936 | Giampiero Medri  | unbekannt          | 11. Platz   |
| 1948 | Othmar Delnon    | Dino Innocenti     | 9. Platz    |
| 1956 | Richard Torriani | Mario Bedogni      | 7. Platz    |
| 1964 | Slavomír Bartoň  | Gianfranco Da Rin  | 15. Platz   |
| 1984 | Ron Ivany        | Adolf Insam        | 9. Platz    |
| 1992 | Gene Ubriaco     | Robert Oberrauch   | 12. Platz   |
| 1994 | Bryan Lefley     | Robert Oberrauch   | 9. Platz    |
| 1998 | Adolf Insam      | Robert Oberrauch   | 12. Platz   |
| 2006 | Michel Goulet    | Giuseppe Busillo   | 11. Platz   |

## Platzierungen bei denEishockey-Europameisterschaften
- 1910 bis 1923 – nicht teilgenommen
- 1924 – 5. Platz
- 1925 – nicht teilgenommen
- 1926 – 8. Platz
- 1927 bis 1928 – nicht teilgenommen
- 1929 – 4. Platz
- 1932 – nicht teilgenommen

## Platzierungen bei Weltmeisterschaften
- 1930 – 10. Platz
- 1931 – nicht teilgenommen
- 1933 – 11. Platz
- 1934 – 9. Platz
- 1935 – 8. Platz
- 1936 – 11. Platz (Olympia)
- 1937 – nicht teilgenommen
- 1938 – nicht teilgenommen
- 1939 – 9. Platz
- 1947 – nicht teilgenommen
- 1948 – 9. Platz (Olympia)
- 1949 – nicht teilgenommen
- 1950 – nicht teilgenommen
- 1951 – 8. Platz (1. B-WM)
- 1952 – 12. Platz (3. B-WM)
- 1953 – 4. Platz (1. B-WM)
- 1954 – nicht teilgenommen
- 1955 – 10. Platz (1. B-WM, Aufstieg)
- 1956 – 7. Platz (Olympia)
- 1957 – nicht teilgenommen
- 1958 – nicht teilgenommen
- 1959 – 10. Platz, Abstieg
- 1961 – 12. Platz (4. B-WM)
- 1964 – 15. Platz (Olympia)
- 1965 – nicht qualifiziert
- 1966 – 17. Platz (1. C-WM, Aufstieg)
- 1967 – 13. Platz (5. B-WM)
- 1969 – 14. Platz (8. B-WM, Abstieg)
- 1970 – 16. Platz (2. C-WM, Aufstieg)
- 1971 – 14. Platz (8. B-WM, Abstieg)
- 1972 – 15. Platz (2. C-WM, Aufstieg)
- 1973 – 14. Platz (8. B-WM, Abstieg)
- 1974 – 16. Platz (2. C-WM, Aufstieg)
- 1975 – 13. Platz (7. B-WM)
- 1976 – 15. Platz (7. B-WM, Abstieg)
- 1977 – 18. Platz (1. C-WM, Aufstieg)
- 1978 – 15. Platz (7. B-WM, Abstieg)
- 1979 – 20. Platz (2. C-WM, Aufstieg)
- 1981 – 9. Platz (1. B-WM, Aufstieg)
- 1982 – 7. Platz
- 1983 – 8. Platz, Abstieg
- 1985 – 11. Platz (3. B-WM)
- 1986 – 10. Platz (2. B-WM)
- 1987 – 14. Platz (6. B-WM)
- 1989 – 10. Platz (2. B-WM)
- 1990 – 10. Platz (2. B-WM)
- 1991 – 9. Platz (1. B-WM, Aufstieg)
- 1992 – 12. Platz
- 1993 – 8. Platz
- 1994 – 6. Platz
- 1995 – 7. Platz
- 1996 – 7. Platz
- 1997 – 8. Platz
- 1998 – 10. Platz
- 1999 – 13. Platz
- 2000 – 9. Platz
- 2001 – 12. Platz
- 2002 – 15. Platz, Abstieg
- 2003 – 23. Platz (4. Div. I Gr. B)
- 2004 – 19. Platz (2. Div. I Gr. B)
- 2005 – 18. Platz (1. Div. I Gr. B, Aufstieg)
- 2006 – 14. Platz
- 2007 – 12. Platz
- 2008 – 16. Platz
- 2009 – 18. Platz (1. Div. I Gr. B, Aufstieg)
- 2010 – 15. Platz, Abstieg
- 2011 – 18. Platz (1. Div. I Gr. A, Aufstieg)
- 2012 – 15. Platz, Abstieg
- 2013 – 18. Platz (2. Div. I Gr. A, Aufstieg)
- 2014 – 15. Platz, Abstieg
- 2015 – 21. Platz (5. Div. I Gr. A)
- 2016 – 18. Platz (2. Div. I Gr. A, Aufstieg)
- 2017 – 16. Platz, Abstieg
- 2018 – 18. Platz (2. Div. I Gr. A, Aufstieg)
- 2019 – 14. Platz
- 2021 – 16. Platz
- 2022 – 15. Platz, Abstieg
- 2023 – 19. Platz  (3. Div. I Gr. A)
- 2024 – 19. Platz  (3. Div. I Gr. A)
- 2025 – 18. Platz (2. Div. I Gr. A, Aufstieg)

## Trainer
- 1930 Enrico Bombilla
- 1935 Giuseppe Crivelli
- 1936 Giampiero Medri
- 1948 Othmar Delnon
- 1951 Pete Bessone
- 1953 Pete Bessone
- 1956 Richard Torriani
- 1959 Bill Cupolo
- 1961 Aldo Federici
- 1962–1964 Slavomír Bartoň
- 1965–1967 Bryan Whittal
- 1968–1969 Robert Robetin
- 1969–1971 Bryan Whittal
- 1971–1972 Robert Robetin, Edmondo Rabanser
- 1971–1973 Ernesto Crotti
- 1973–1976 Aldo Federici
- 1976–1978 Billy Harris
- 1978–1979 Alberto Da Rin
- 1980–1983 Dave Chambers
- 1983–1985 Ron Ivany
- 1985–1986 Alberto Da Rin
- 1986–1987 Dave Chambers
- 1988–1989 Ron Ivany
- 1990 Barry Smith
- 1990–1992 Gene Ubriaco
- 1992–1997 Bryan Lefley
- 1997–2000 Adolf Insam
- 2000–2003 Pat Cortina
- 2003–2008 Michel Goulet
- 2008 Fabio Polloni
- 2009–2012 Rick Cornacchia
- 2012–2014 Tom Pokel
- 2014–2017 Stefan Mair
- 2017–2019 Clayton Beddoes
- 2020–2022 Greg Ireland
- 2021 Giorgio De Bettin[1]
- 2022–2024 Mike Keenan
- 2024 Mike Pelino
- seit 2025 Jukka Jalonen